# عماد البليك
عماد الدين عبد الله محمد البليك روائي وكاتب سوداني، من مواليد بربر 1972 ولاية نهر النيل، درس مراحل التعليم الأولي ببربر، وتخرج في كلية الهندسة جامعة الخرطوم عام 1996.

## بداياته الصحفية
عمل عقب تخرجه، لفترة صغيرة بالهندسة، لكنه سرعان ما فضل العمل في الصحافة والإعلام، والتي كانت هوايتة بالجامعة، حيث كان أول مقالة نشره بالصحف في صحيفة الإنقاذ الوطني في الصفحة الأدبية في 1992 بعنوان «فوضى الأدب والبحث عن الجديد» وهو مقال ضمن اربع حلقات، ومن ثم عمل متعاونا بالصحيفة في القسم الأدبي ولاحقا بصحيفة ألوان، وكتب في العديد من الصحف قبل السفر للخارج في سنة 1999 . في العام 1998، أسس شركة اعلامية اسمها «إسبلتا» وهو ملك نوبي قديم، وتوقف المشروع في بداياته، عمل بصناعة المؤتمرات ثم الصحافة في دولة قطر.

## إصدارات

### روايات
- نشر أول روايتين دفعة واحدة، وتم عرضهما، لأول مرة بمعرض ابوظبي للكتاب في 2003 ، وهما: الأنهار العكرة [2] ، ودنيا عدي [3] .وفي عام 2008 نشر روايته الثالثة دماء في الخرطوم [4][5][6]
- نشر في العام 2013، رواية القط المقدس [7] ، عن ثورة الشباب في فرنسا، وكتبها في 2010، وشارك بها في جائزة الطيب صالح.[8]
- في أغسطس 2014 نشرت له دار مومنت بالمملكة المتحدة روايته الخامسة شاورما.
- ماما ميركل (2015).[9]
- قارسيلا (2016).[10]
- إلى نيويورك في 87 يوماً (2019).[11]
- معجزة بوذا (2020).
- الملائكة في فرص (2023).[12]
- البحث عن مصطفى سعيد (2025).[13][14]

### مجموعات القصصية
- الهمبول (2016).[10]

### دراسات أدبية
- الرواية العربية - رحلة بحث عن المعنى (2008).[15]
- عمان ومجلس التعاون: مرئيات التكامل (2008).
- الأمل المتحقق: قابوس بن سعيد (سيرة لسلطان عمان). (2011). وهو عبارة عن سيرة لحياة سلطان عُمان، ومشروعه السياسي.[16]
- السياسة الخارجية العمانية (2015).
- فكر الدولة: رؤية السلطان قابوس لعمان الحديثة (2015).[10]